# Лагалла (лунный кратер)
Кратер Лагалла (лат. Lagalla) — останки большого древнего ударного кратера в южной материковой части видимой стороны Луны. Название присвоено в честь медика и профессора философии в римской коллегии Джулио-Чезаре Лагаллы (1571—1624) и утверждено Международным астрономическим союзом в 1935 г. Образование кратера относится к донектарскому периоду.

## Описание кратера

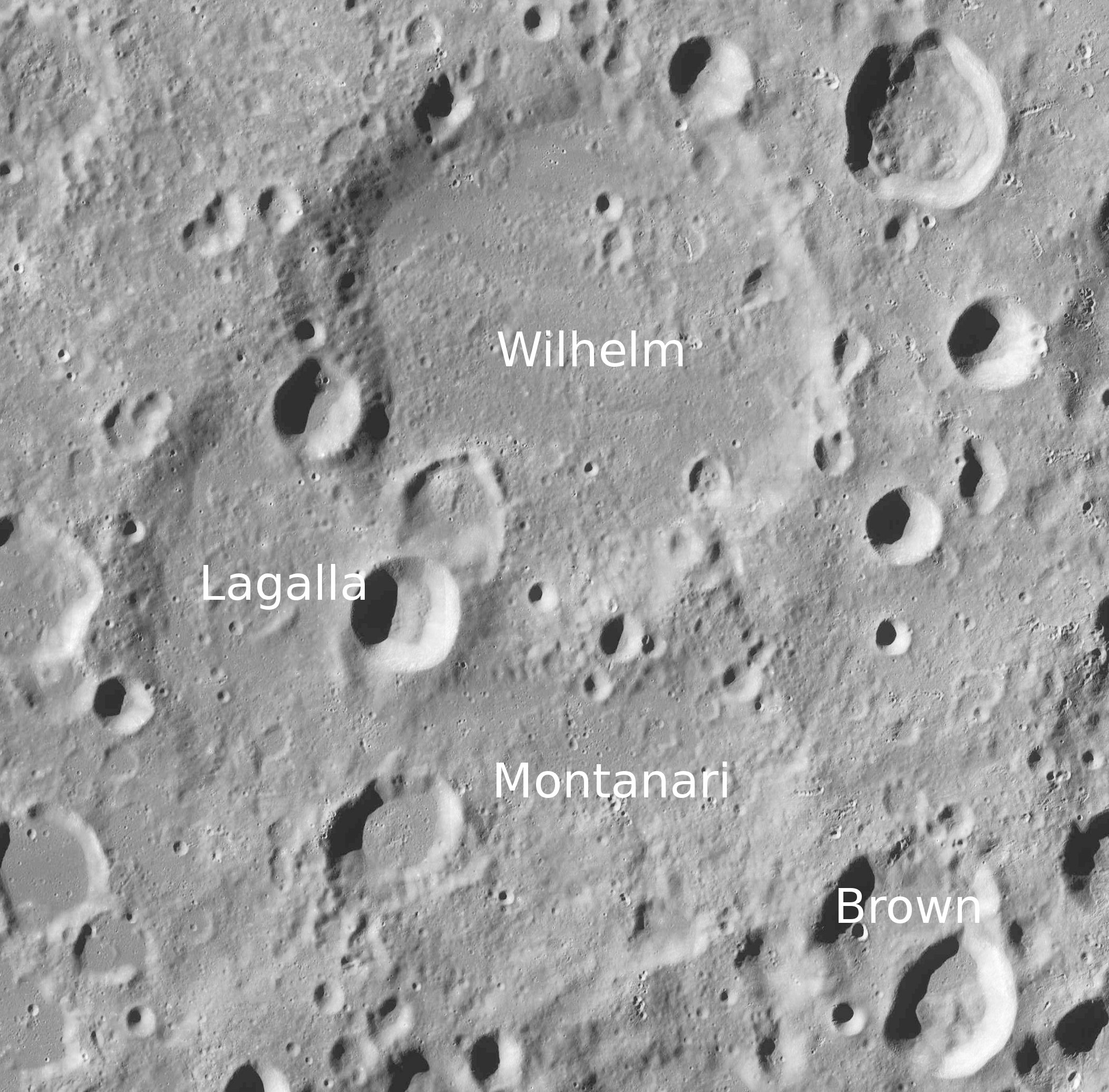
Окрестности кратера Лагалла. Снимок зонда Lunar Reconnaissance Orbiter.

Ближайшими соседями кратера являются кратер Вильгельм, частично перекрывающий северо-восточную часть кратера Лагалла и кратер Монтанари примыкающий к кратеру Лагалла на юго-востоке. На северо-востоке от кратера находится Озеро Благоговения.
Селенографические координаты центра кратера 44°29′ ю. ш. 22°22′ з. д. / 44,48° ю. ш. 22,36° з. д., диаметр 88,8 км, глубина 1,39 км.
Кратер Лагалла имеет полигональную форму и практически полностью разрушен за длительное время своего существования. Вал сглажен и трудно различим на фоне окружающей местности, наиболее сохранилась западная часть вала, южная часть полностью разрушена. Дно чаши кратера сравнительно ровное, перекрыто тремя крупными кратерами.

## Сателлитные кратеры
| Лагалла | Координаты                                            | Диаметр, км |
| ------- | ----------------------------------------------------- | ----------- |
| F       | 44°38′ ю. ш. 25°19′ з. д. / 44,63° ю. ш. 25,32° з. д. | 29,1        |
| H       | 44°26′ ю. ш. 27°07′ з. д. / 44,43° ю. ш. 27,11° з. д. | 5,5         |
| J       | 46°06′ ю. ш. 25°05′ з. д. / 46,1° ю. ш. 25,09° з. д.  | 21,8        |
| K       | 43°38′ ю. ш. 24°23′ з. д. / 43,64° ю. ш. 24,38° з. д. | 10,3        |
| M       | 46°41′ ю. ш. 25°48′ з. д. / 46,68° ю. ш. 25,8° з. д.  | 6,2         |
| N       | 44°59′ ю. ш. 26°07′ з. д. / 44,98° ю. ш. 26,11° з. д. | 11,6        |
| P       | 45°12′ ю. ш. 24°27′ з. д. / 45,2° ю. ш. 24,45° з. д.  | 10,1        |
| T       | 47°23′ ю. ш. 26°38′ з. д. / 47,39° ю. ш. 26,64° з. д. | 7,0         |
| V       | 46°55′ ю. ш. 24°18′ з. д. / 46,92° ю. ш. 24,3° з. д.  | 5,2         |

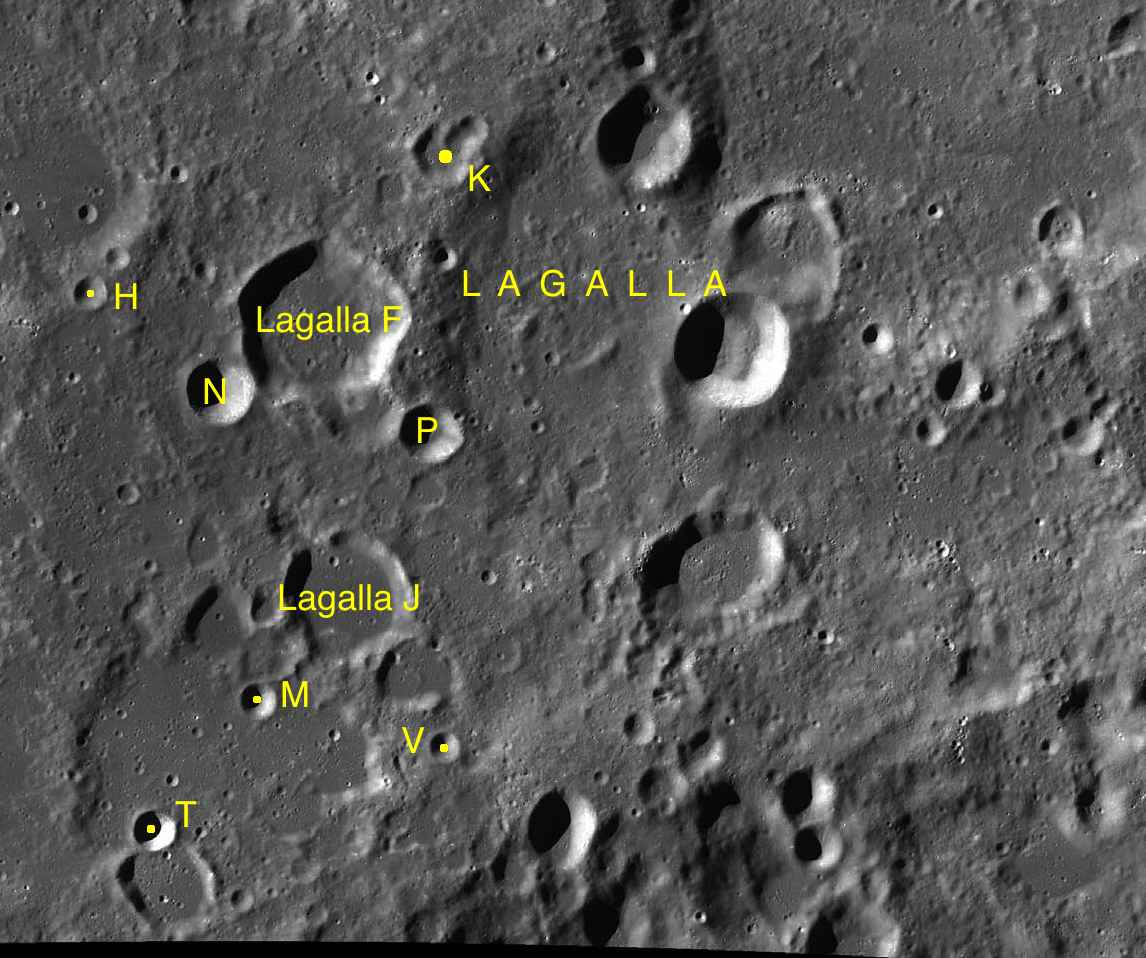
Фрагмент карты LAC-111.

- Сателлитный кратер Лагалла T включен в список кратеров с яркой системой лучей Ассоциации лунной и планетарной астрономии (ALPO)[5].

## См.также
- Список кратеров на Луне
- Лунный кратер
- Морфологический каталог кратеров Луны
- Планетная номенклатура
- Селенография
- Минералогия Луны
- Геология Луны
- Поздняя тяжёлая бомбардировка